# Quinto Marcio Re (console 68 a.C.)
Quinto Marcio Re  (in latino Quintus Marcius Rex; fl. I secolo a.C.) è stato un politico e militare romano.

## Biografia
Era probabilmente nipote del console omonimo e a sua volta fu eletto console nel 68 a.C. con Lucio Cecilio Metello. Poiché il suo collega morì all'inizio dell'anno consolare e non fu eletto nessun altro per sostituirlo, nei Fasti consulares il nome di Marcio Re ha associato la nota solus consulatum gessit.